# Jacques de Morgan

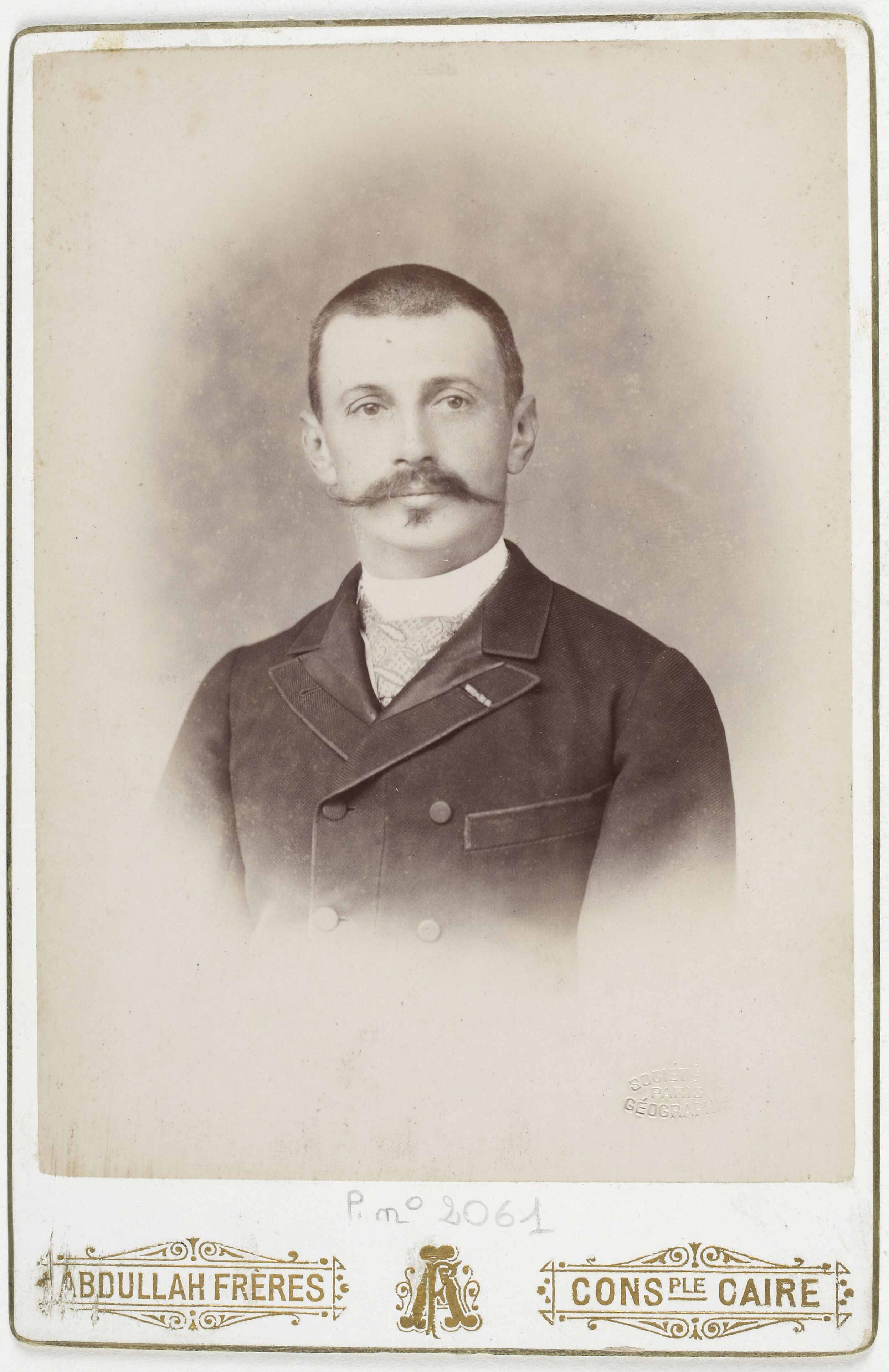
Jacques de Morgan 1892.

Jacques Jean Marie de Morgan, född den 3 juni 1857 i Huisseau-sur-Cosson, död den 12 juni 1924 i Marseille, var en fransk geolog, egyptolog och orientalist. 
de Morgan ägnade sig först åt geologiska och kvartärarkeologiska studier och utgav bland annat Mémoire sur les terrains crétacés de la Scandinavie ("Mémoires de la Société géologique de France", III, 2; 1882). Åren 1892-97 var han direktör för de egyptiska samlingarna i Louvren och utgav då bland annat Fouilles à Dahchour (1895), en redogörelse för de franska utgrävningarna på denna plats, samt Recherches sur les origines de l'Égypte (1896), en för sin tid utmärkt, sammanfattande framställning av Egyptens fördynastiska stenålder och rasproblemet i Egypten. 
Åren 1898-1912 var han ledare för den franska statens vetenskapliga (naturvetenskapliga, arkeologiska och etnografisk-historiska) undersökningar i Persien, vilkas resultat framlades i flera fristående publikationsserier. Mest bekanta är de arkeologiska grävningarna i Susa 1897-99, publicerade i serien "Delegation en Perse" (1900-02, 4 delar, del I av Gustave Jéquier och Georges Lampre; delarna II-IV omfattar kilskriftstexter, varibland Hammurabis lagar. Bland hans arbeten kan nämnas även Voyage en Scandinavie (1877) och Mission scientifique au Caucase (1889), Essai sur les nationalités (1917), Contre les barbares de l'Orient (riktad mot turkarna, 1918) och Humanité pré-historique (1921).